# 王胜 (后赵)
王騰（？—325年），五胡十六国時代後趙、前趙军事人物，《晋書·卷105·載記第5·石勒下》作王勝。
王勝开始在後趙担任西夷中郎将。325年四月，攻殺後趙的并州刺史崔琨、上党内史王慎，占据并州（今山西省太原市）归降前趙。325年六月，後趙車騎将軍石虎攻打并州。王騰战敗，被俘获后殺害。王騰属下士卒七千余被活埋。《晋書·卷103·載記第3·劉曜》记载石虎俘虏劉岳、王騰八十余将、氐族、羌族三千余兵，送至后赵国都襄国（今河北省邢台市）。